# Rotflügelfrankolin
Der Rotflügelfrankolin (Scleroptila levaillantii, Syn.: Francolinus levaillantii), auch Bergfrankolin genannt, ist ein 33 Zentimeter großer Vertreter aus der Familie der Fasanenartigen.

## Aussehen
Diese Vögel haben ein größtenteils braunes Gefieder; an Brust, Hals und Kopf ist es rotbraun. Der Bauch und die Körperseiten sind hellbraun. Über den dunkelbraunen Rücken und die Flügel ziehen sich viele kleine, dünne, längliche hell-, dunkelbraune und schwarze Streifen. Der Bauch und die Brust sind mit vielen, dünnen rotbraunen und schwarzen Streifen versehen. Der Hals hat einen dicken orangen, weißen und einen schwarz getupften Streifen. Die Kehle ist weiß, der Schnabel ist schwarz. Der Kopf ist im Bereich um die Augen mit einem dicken, orangen Streifen versehen, der bis in den Nacken verläuft. Hinter dem Auge ist ein schmaler, länglicher, grauer Streifen vorhanden. Die Stirn ist schwarz und hat an beiden Seiten einen sehr dünnen weißen Streifen. Die kräftigen Beine sind gelblich und mit 4 dicken Krallen versehen. Der einzige Unterschied zwischen den Geschlechtern sind die etwas kürzeren Krallen an den Beinen der Weibchen.

## Verbreitung und  Lebensweise

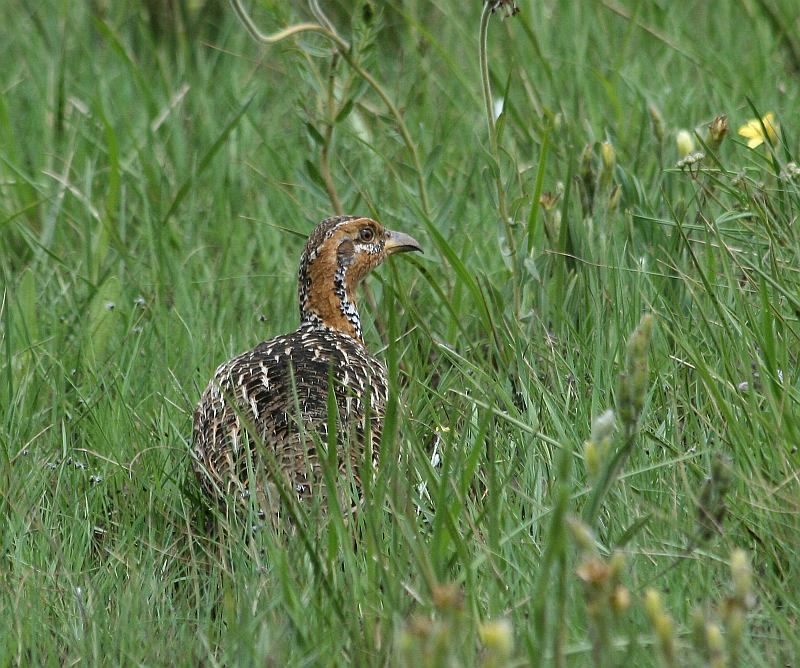
Rotflügelfrankolin in KwaZulu-Natal, Südafrika

Diese Art kommt in Angola, Burundi, der Demokratischen Republik Kongo, Eswatini, Kenia, Lesotho, Malawi, Ruanda, Republik Südafrika, Tansania, Uganda und Sambia vor. Sie bewohnt Gebirgsregionen in Höhen von 2.300–3.300 Metern. Dort halten sich die Rotflügelfrankoline auf den Gras- und Strauchflächen der Abhänge auf. Sie ziehen außerhalb der Brutzeit in kleineren Gruppen von 4 bis 8 Tieren durch ihr Revier. Sie fliegen nur sehr selten, dann aber sehr schnell und meist sehr flach über den Erdboden hinweg, um Feinden zu entkommen, und kehren, wenn diese Bedrohung wieder vorüber ist, an den Ausgangspunkt zurück. 
Der Rotflügelfrankolin ernährt sich von Pflanzensamen, Gräsern Knospen, Blüten und kleineren Früchten, daneben werden auch Insekten und deren Larven nicht verschmäht, die er aus dem Boden scharrt oder einfach aufpickt. Zu seinen natürlichen Feinden zählen verschiedene Raubvögel und Schleichkatzen.

## Fortpflanzung
In der Paarungszeit machen die Männchen des Rotflügelfrankolins meist in den Abendstunden mit sehr lauten Rufen auf sich aufmerksam. Den Nestbau und das Ausbrüten der Eier übernimmt das Weibchen allein. Es baut in der Nähe von Büschen eine flache Erdmulde, die es mit trockenem Blattwerk und Gräsern auslegt. Darin werden 4–8 sandfarbene Eier hineingelegt. Die Brutzeit beträgt 26 Tage. Das Männchen hält währenddessen Wache und warnt das Weibchen bei drohenden Gefahren durch Feinde. Die Versorgung der Jungen, vor allem mit Insekten und Larven, übernehmen beide Elternteile. Nach dem Schlupf verlassen die Jungen das Nest sofort, ziehen gemeinsam mit ihren Eltern durch die Gegend und lernen dabei, sich selbst zu versorgen. Im Alter von einer Woche starten die Jungen zum ersten Mal in die Lüfte.

## Unterarten
Es sind  drei Unterarten anerkannt.
- Scleroptila levaillantii kikuyuensis (Ogilvie-Grant, 1897) kommt im Osten der Demokratischen Republik Kongo bis ins westliche zentrale Kenia und südlich bis Angola und Sambia vor.
- Scleroptila levaillantii crawshayi (Ogilvie-Grant, 1896) ist im Norden Malawis verbreitet.
- Scleroptila levaillantii levaillantii (Valenciennes, 1825) ist von Simbabwe bis in den Osten Südafrikas verbreitet.

Eine weitere Unterart Scleroptila levaillantii momboloensis (White, CMN, 1952) wird heute oft als Synonym für S. l. kikuyuensis betrachtet.

## Gefährdung und Schutzmaßnahmen
Da diese Art noch relativ häufig vorkommt und keine Gefährdungen bekannt sind, wird sie von der IUCN als „nicht gefährdet“ (least concern) eingestuft. Der Mensch jagt den Rotflügelfrankolin nur vereinzelt wegen seines schmackhaften Fleischs.